# Muta (Slovénie)
Pour les articles homonymes, voir Muta.
Muta (en allemand : Hohenmauthen) est une commune située dans la région historique de la Basse-Styrie au nord de la Slovénie, près de la frontière autrichienne.

## Étymologie
Le nom de la commune frontalière aurait pour origine le nom allemand Maut qui signifie « péage ».

## Géographie

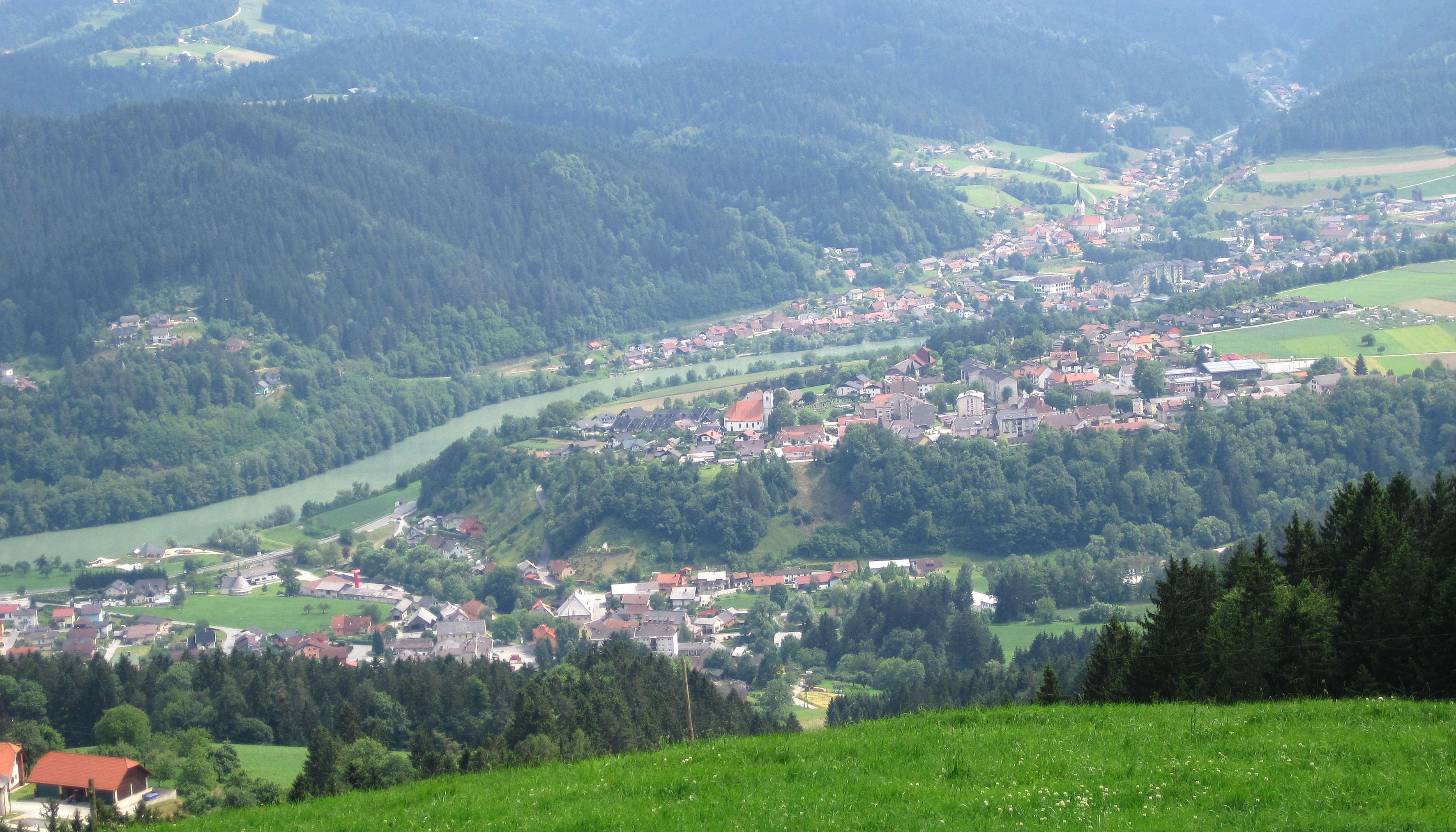
Vue sur la vallée de la Drave.

La commune est située dans la région historique de Basse-Styrie (Spodnja Štajerska) au nord de la Slovénie. Elle se trouve sur la rivière Drave, un important affluent du Danube, au pied sud des Alpes de Lavanttal s'étendant entre le bassin de Klagenfurt en Autriche et la vallée de la Mur.

### Villages
Les localités qui composent la commune sont Gortina, Mlake, Muta, Pernice, Sv. Jernej nad Muto et Sv. Primož nad Muto.

## Histoire

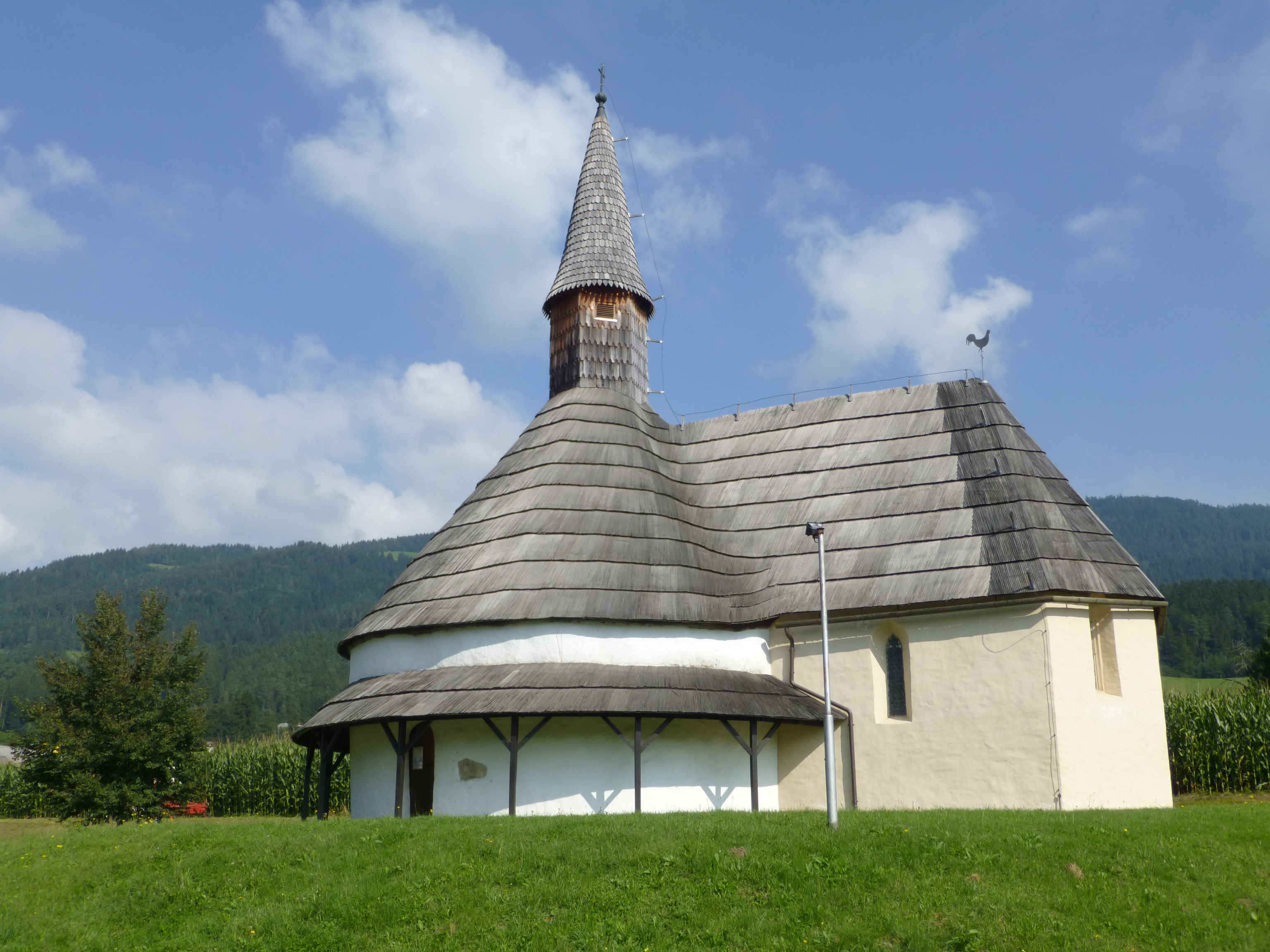
Eglise ronde du XIe s.

Le lieu s'est développé à un poste de péage situé à la frontière de la marche de Styrie avec le duché de Carinthie, mentionné pour la première fois en 1192. Situé à un point stratégique, on y construisit deux châteaux-forts au XVe siècle.
Jusqu'á la fin de la Première Guerre mondiale, la commune appartenait au district de Windischgraz (Slovenj Gradec) dans le duché de Styrie, une terre de la Couronne de la monarchie austro-hongroise. En 1918, la région passe au royaume des Serbes, Croates et Slovènes.

## Démographie
Entre 1999 et 2021, la population de la commune est restée assez stable, aux alentours de 3 500 habitants,.
Évolution démographique
| 1999  | 2000  | 2001  | 2002  | 2003  | 2004  | 2005  | 2006  | 2007  |
| ----- | ----- | ----- | ----- | ----- | ----- | ----- | ----- | ----- |
| 3 791 | 3 773 | 3 769 | 3 755 | 3 702 | 3 693 | 3 678 | 3 674 | 3 670 |
| 2008  | 2009  | 2010  | 2011  | 2012  | 2013  | 2014  | 2015  | 2016  |
| 3 656 | 3 528 | 3 519 | 3 508 | 3 488 | 3 457 | 3 423 | 3 399 | 3 364 |
| 2017  | 2018  | 2019  | 2020  | 2021  |       |       |       |       |
| 3 389 | 3 382 | 3 383 | 3 414 | 3 417 |       |       |       |       |